# Coussapoa tolimensis
Coussapoa tolimensis är en nässelväxtart som beskrevs av C. C. Berg. Coussapoa tolimensis ingår i släktet Coussapoa och familjen nässelväxter. Inga underarter finns listade i Catalogue of Life.